# 檜田信男
檜田信男（ひだ のぶお、1930年3月31日- ) は、日本の会計学者、中央大学名誉教授。

## 略歴
北海道小樽市出身。早稲田大学商学部卒、1960年早稲田大学大学院商学研究科博士課程満期退学、77年「近代監査機能の特性とその方法の研究」で商学博士。大東文化大学講師、専修大学助教授、教授、中央大学商学部教授。2000年定年となり、名誉教授。

## 著書
- 『監査要論 インテグレイテッド・オゥディティングを志向して』白桃書房 1966
- 『会計士第二次試験講義録 監査論』税務経理協会 1967
- 『監査演習』同文舘出版 1976
- 『近代「監査基準」精説』税務経理協会 1994

### 共編著
- 『近代簿記論』菊池祥一郎共著 税務経理協会 1963
- 『監査基準精説』山桝忠恕共著 税務経理協会 1972
- 『現代の業務監査方法』共著　白桃書房 1973
- 『監査小辞典』山桝忠恕共編著 中央経済社 1980

## 論文
- <檜田信男